# Ira David Sankey

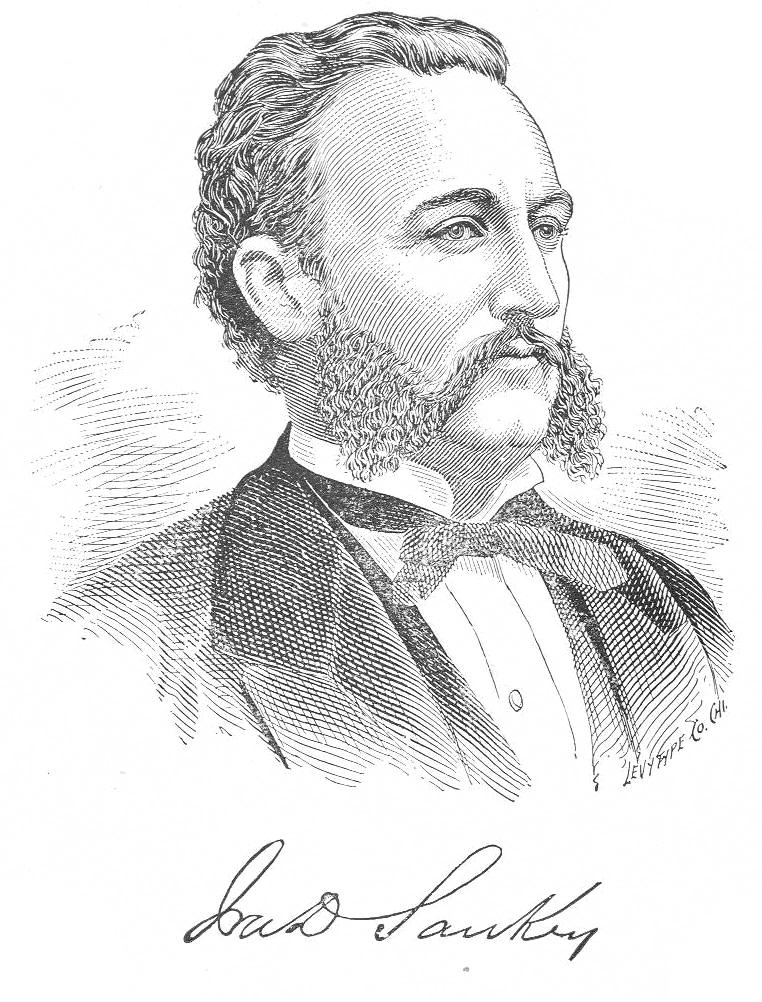
Ira D. Sankey.

Ira David Sankey, född 28 augusti 1840 i Pennsylvania i USA, död 13 augusti 1908 i Brooklyn i New York, var en amerikansk kyrkosångare, sångförfattare, sångboksutgivare och kompositör. Han var även sångarevangelist och medverkade i Dwight L. Moodys väckelsekampanjer. Vid hänvisningar som förekommer till Sankeys sånger avses någon av hans över 1 200 tonsättningar, specifikt någon av hans utgivningar, bland annat "A New Collection of Sacred Songs for the Sunday School" eller "Gems of Song for the Sunday School" samt de sånghäften han utgav årligen från 1873. I USA var namnet "Sankeys Sacred Songs". De sex första häften översattes till svenska 1877 och gavs namnet Sånger till Lammets lof.

## Sånghäftes-utgivningen
- Första häftet 1873 med 24 sånger (Att jämföra med Lammets lof första häfte 1875 med 28 sånger)
- Häfte 1:2 1874 med nr 25-72 (Att jämföra med  Lammets lof andra häfte 1875 med nr 29-58)
- Häfte 1:3 1876 med nr 73-153 (Att jämföra med  Lammets lof tredje häfte 1875 med nr 59-85, dess fjärde häftet samma utgivningsår, 1876, med nr 86-112 och dess femte häfte 1876 med nr 113-139)
- Häfte 1:4 1877 med nr 154-271 (Att jämföra med  Lammets lof sjätte häfte 1877 med nr 140-176 och det sjunde häftet året efter, 1878, med nr 177-206)
- Häfte 2 1881 med nr 272-441
- Häfte 3 1888 med nr 442-750
- Sammanställningen 1903 med 1200 sånger

Att jämföra med de i Sverige utgivna sista häftena till Sånger till Lammets lof
- Åttonde häftet 1878 med nr 207-236
- Nionde häftet 1881 med nr 237-262
- Tionde häftet 1886 med nr 263-292

## Kompositioner
- Använd de tillfällen Herren dig giver
- Bort ifrån skuggors land
- Dig, Jesus jag älskar Finns på Wikisource.
- Ensam och ängslig, trött och bekymrad
- Giv mig den frid som du, o Jesus, giver Finns på Wikisource.
- Jag förtröstar varje dag
- Jag behöver dig, o Jesus, till min frälsning och mitt ljus Finns på Wikisource.
- Jag har ett budskap, en hälsning från Jesus
- Mitt rop nu hör, o Herre kär
- Skynda till Jesus, Frälsaren kär Finns på Wikisource.
- Upp, Kristi stridsmän, dagen grytt